# 縄文少年ヨギ
『縄文少年ヨギ』（じょうもんしょうねんヨギ）は、水木しげるによる日本の漫画作品。

## 概要
『縄文少年ヨギ』は『週刊パワァコミック』（双葉社）1976年1月9日号から8月12日号まで連載。主人公の少年「ヨギ」が縄文時代を舞台に家族や村を救うために様々な冒険をする物語。現代の考古学で知られる縄文人とは異なるが、飢えや死と常に向き合う原始社会の人々が生き生きと描かれている。
1967年に『週刊少年サンデー』（小学館）で発表した短編作品『最初の米（よみのくに）』を下敷きにして『縄文少年ヨギ』を制作したと言われており、両作品には縄文時代という舞台設定や、「ヨギ」という名前の少年が登場するなど共通点が幾つか存在する。漫画家の高室弓生によると本作品の発表時は考古学の情報量が少なく、当時の水木は考古資料のほかに戦中・戦後を過ごしたラバウルの現地人との生活の思い出を加え、縄文時代の物語を作り出したのではないかと推測しており、立命館大学講師の田中聡も水木がニューギニアで親しんだ原住民と、本作品におけるドングリ村の民の描写はほとんど重なっていると指摘している。
単行本は長年に渡り幾つかの出版社から刊行されているが、未収録作品が存在するものが多い。最初の単行本は1976年11月に双葉社のパワァコミックスから全17話中の10話構成で刊行。その後、小学館の入門百科シリーズ（1985年）、中央公論新社の水木しげる作品集（1990年）、嶋中書店のアイランド・コミックスPrimo（2005年）、中央公論新社のChukoコミックLite（2008年）と刊行されるが、いずれも13話目に当たる「空中大レース」の回が収録されておらず、全話収録された単行本はちくま文庫（1992年）、マガジン・ファイブの愛蔵版（2007年）、水木しげる漫画大全集（2014年）のみ。

## あらすじ
ドングリ村に住む少年ヨギは「おばば」のお告げに従い旅立つ事になるが、他所の村で捕虜にされてしまう。ヨギは死地に陥るが、機転を利かせ黒曜石を手土産になんとか村に戻る。その後も、イネ探しを頼まれたり、大鼠や怪物と戦ったり、花嫁や大長老を賭けて村の行事に参加したり、ヨギは村の為に数々の冒険を体験する。しかし、村は遂に大飢饉にあってしまい、長老は村全体での大移動を決意する。

## 主な登場キャラクター

### 主要人物
ヨギ
本作品の主人公。縄文時代のドングリ村と呼ばれる集落で、父母と2人の弟と暮らしている少年。物語当初の年齢は10歳。敵の部族に捕らわれた際に実験台にされ、初めてナマコを食べた人物となる。何かと不思議な出来事に巻き込まれるが、特別な能力などは有しておらず勇気と知恵で多くの危機を乗り切る。
おばば
ドングリ村の占い師。何代目かの"おばば"であり、神のお告げを伝えて村の行方を決める役目を担っている。博識で村人から頼られていたが、「カミサマの石」で"おばば"の命が消されてしまい突然死する。だが、後にカラスに生まれ変わり、ヨギを手助けするようになる。
ヨギの父
戦で敵の部族から槍を受けて重傷を負う。命に別状は無かったが、後に古傷が悪化し寝込むようになってしまい、村の移動の際には道中で1人留まる決意をする。その後、死に掛けたヨギとあの世の入り口で再会し、自身が死んだことを伝える。
ヨギの母
夫を亡くしてから、今まで以上に家族を守ろうとする姿が多く描かれている。ヨギが黄泉の穴に迷い込んだ際は、魂を奪おうとする餓鬼と果敢に格闘する。
長老
ドングリ村の長老。村の様々な事を取り仕切る。神事への出場資格や村の代表にヨギを推すなど、ヨギの事を信頼していると思われる描写が多い。
シャン
長老の娘。「石ころがしの神事」の花嫁候補だが、優勝候補のフルトドの事を嫌っている。父の計らいで出場したヨギの花嫁となるが、「争いのつぼ」に襲われるヨギを庇って命を落とす。
フルトド
ドングリ村の青年。シャンを奪われた恨みからヨギを殺そうと画策するが、「争いのつぼ」の事件以降は色々な場面でヨギを手助けするようになる。
迷い子
ヨミの村に住む孤児。ドングリ村に迷い込むがヨギに助けられる。後にヨギがヨミの村に迷い込み「カミサマの石」に捕らわれた際には身代わりとなってヨギを助ける。

### 精霊・神など
花の精
普段は自然現象に混じって、人が気付かないような悪さをする。花の精に憑かれると養分が髪の毛に全て奪われてしまい、いくら食べても体が痩せ細ってゆく。
セノ神
ヨギが旅先で出会った"じい"の持つセノウチという箱に宿る神。人に憑いた悪霊を追い払うことが出来るが、使い方を誤ると人に害をなす神でもある。
カミサマの石
ヨミの村の守り神。この石に捕らわれた人は、代わりが来るまで人の生死を司る役目を負わされる。石で人型を刻めば新たな人間が生まれ、削れば該当する人間が死ぬ。
争いのつぼ
この壺を持つと何でも思い通りになるが、幸福が偏り始め争いが起こるようになる。所有者が死ねば争いは止む。宇宙の火で焼かれた壺で、言葉を発し人間を喰らう。
祖先神
ドングリの古木に宿るドングリ村の祖先の霊。ヨギの母が重篤の際に翁の姿で現れヨギの手助けをした。
山の精
一種の河童の様なもの。集団で山に棲むが、棲み家を見つけるためには鳥語を解す必要がある。怪物（リュウ）を退治することが出来る仙果を出しに、ドングリ村を奪おうと画策する。

## 書誌情報
- 『縄文少年ヨギ』 双葉社〈パワァコミックス〉、1976年11月
- 『カラー版 妖怪まんが 縄文少年ヨギ』 小学館〈小学館入門百科シリーズ〉、全2巻
  - 1巻、1985年10月、ISBN 4-09-220185-0
  - 2巻、1985年10月、ISBN 4-09-220186-9
- 『異界への旅(1) 愛蔵版』 中央公論社、1990年5月、ISBN 4-12-001925-X
- 『縄文少年ヨギ』 筑摩書房〈ちくま文庫〉、1992年7月、ISBN 4-480-02636-3
- 『水木しげる妖怪傑作選3 縄文少年ヨギ』 嶋中書店〈アイランドコミックスPrimo〉、2005年1月、ISBN 4-86156-039-X
- 『縄文少年ヨギ 愛蔵版』 マガジン・ファイブ〈レジェンドコミックシリーズ〉、2007年10月、ISBN 978-4-434-11003-0
- 『水木しげる妖怪傑作選3 縄文少年ヨギ』 中央公論新社〈ChukoコミックLite Special〉、2008年9月、ISBN 978-4-12-410633-6
- 『縄文少年ヨギ』（講談社〈水木しげる漫画大全集〉、2014年9月、ISBN 978-4-06-377520-4）